# Che Guevara és a gyermek (szobor)
A Che Guevara és a gyermek (Che con niño) elnevezésű szobor a kubai Santa Clarában, a területi kommunista pártbizottság épülete előtt áll.

## Leírása
Az egész alakos bronzszobrot a baszk művész, Casto Solano Morroyo készítette, és 1999-ben leplezték le. Che Guevarát szokásos gerilla-egyenruhájában ábrázolja a mű, a forradalmár bal kezében egy kisfiút, a jövő allegóriáját tartja. Che Guevara testén a művész számos apró alakot helyezett el, amelyek megelevenítik az argentin kommunista életének fontos pillanatait. Látható például egy apró motoros, amely arra utal, hogy Che Guevara beutazta Latin-Amerikát, övéből elvtársai masíroznak elő, ünnepelve a kubai forradalom győzelmét, két alak pedig hegyet mászik a nadrágzseben; ők Che Guevara és Fidel Castro, miközben meghódítanak egy mexikói vulkánt.

## Részletek

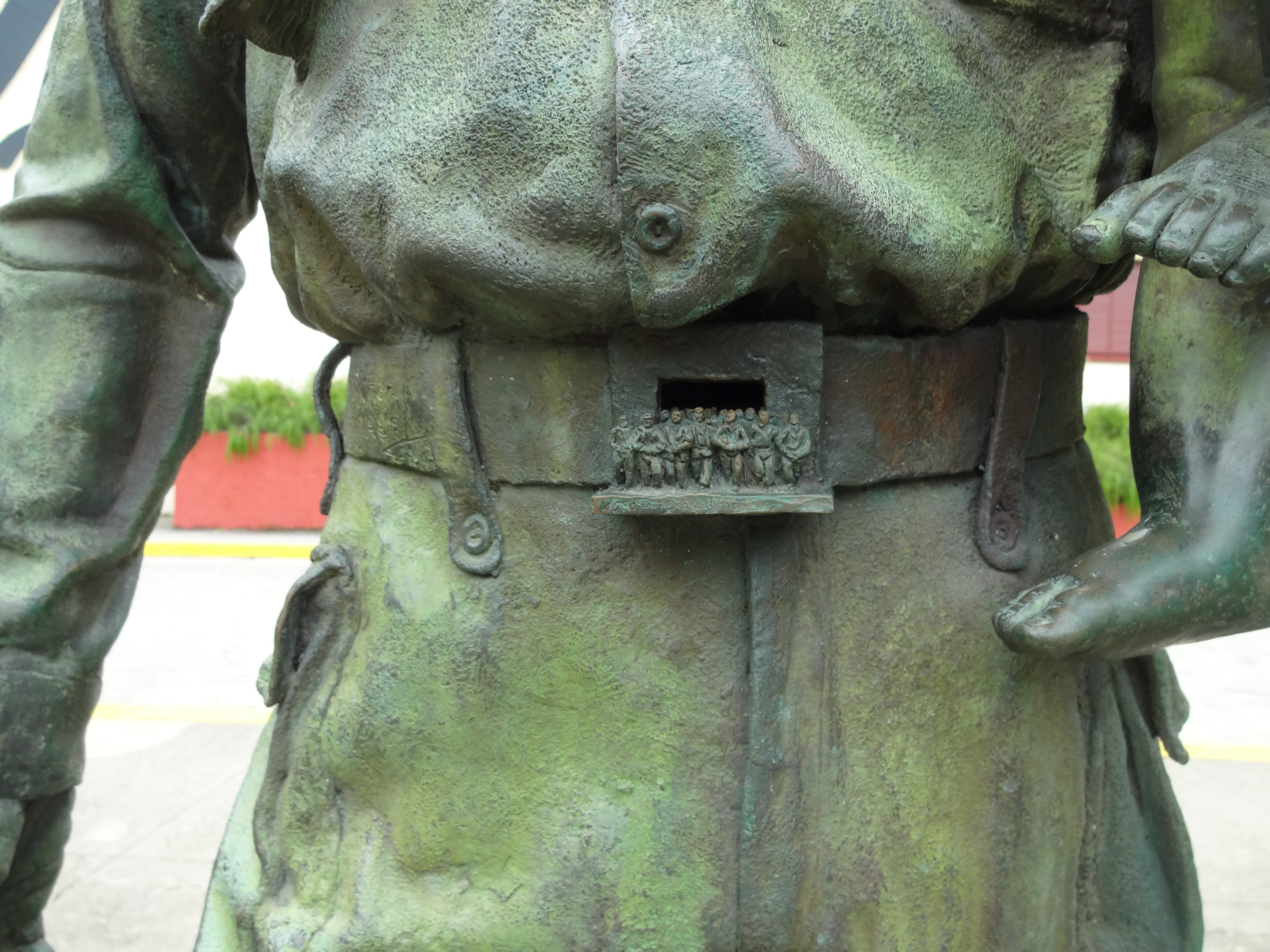
A csat
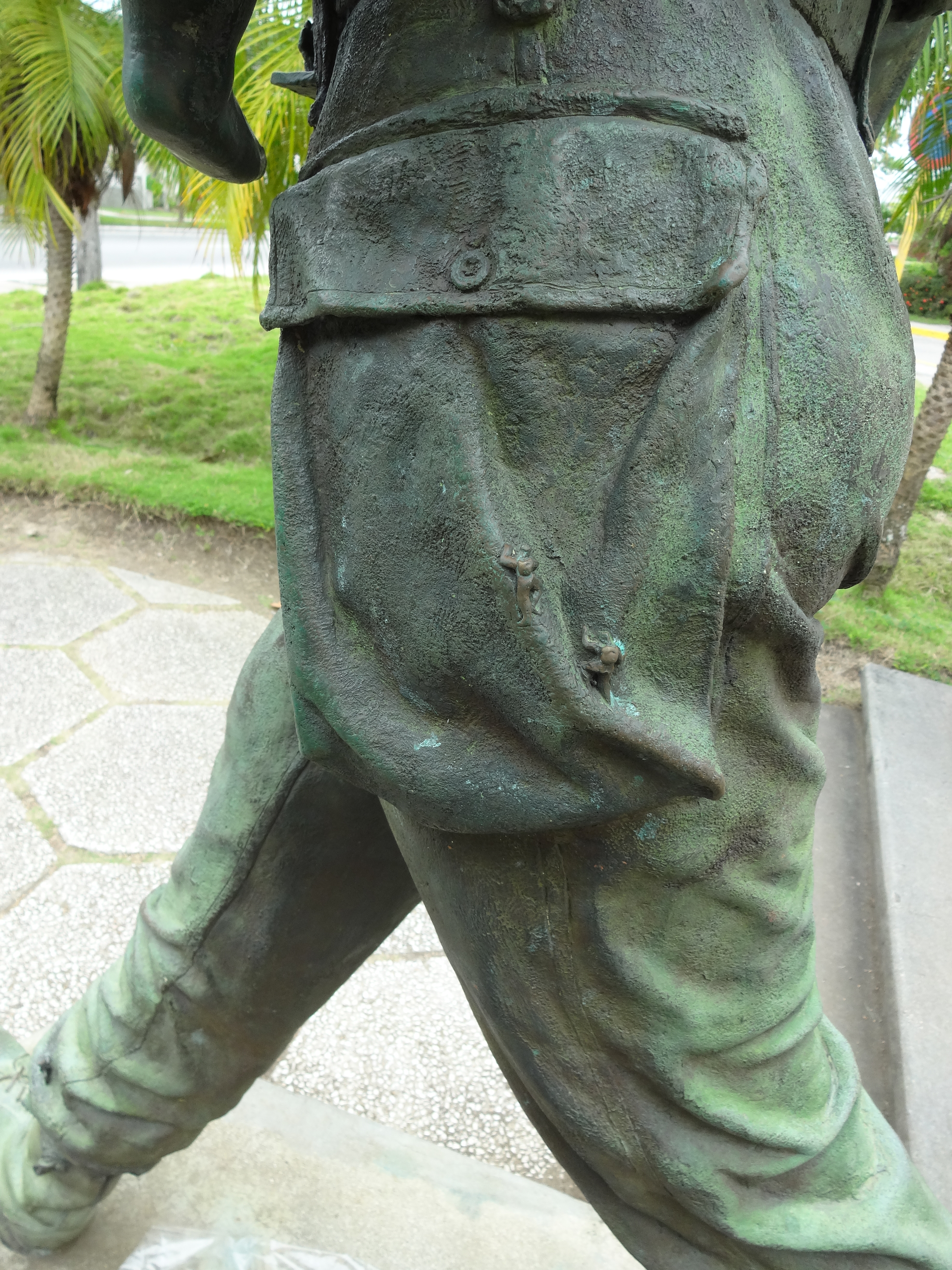
A hegymászók
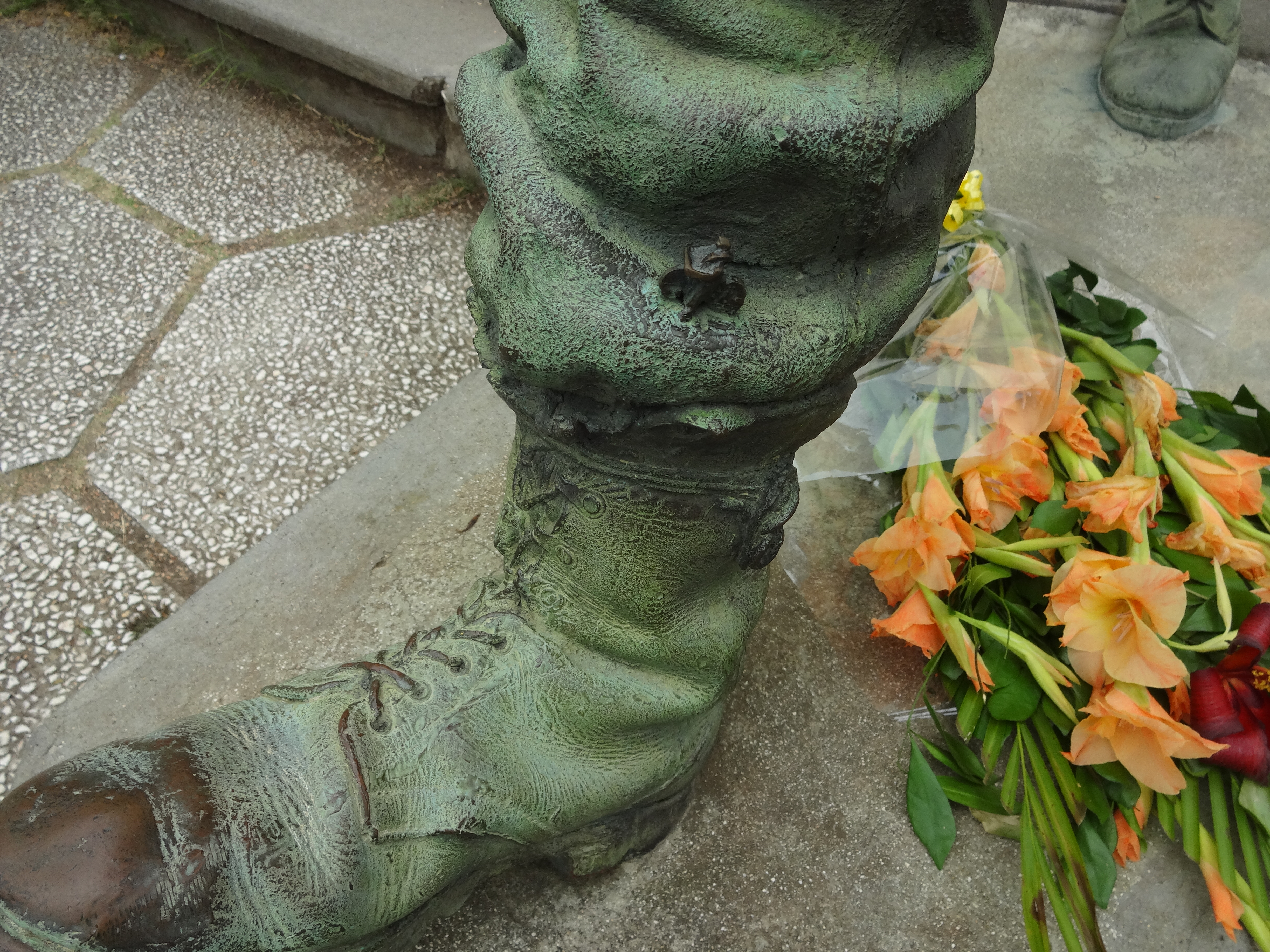
A motoros